# Pohodlí (Ptení)
Pohodlí je název osady přináležející k obci Ptení.

## Historie
Na lokalitě stávalo osídlení již ve 14. století, která však později zaniklo.
Během druhé světové války sloužil zdejší hostinec jako úkryt pro partyzány ze skupiny Jermak. Během oslav VŘSR 7. listopadu 1944 v místním hostinci byl oddíl rozdělen na menší části, které začaly působit v obcích Malé Hradisko, Lipová, Buková, Žďárná a Pavlov. 9. ledna 1945 byl hostinec přepaden a hostinský Vítek a jeho dva synové odvlečeni do Kounicových kolejí v Brně, kde byli vyslýcháni a později tu byl jeden ze synů, František, v březnu popraven. Druhý syn a pan Vítek se po válce vrátili živí a po válce i nadále provozovali hostinec.
19. dubna 1945 byl cca 1 km od osady pro svoji údajnou kolaborantskou činnost spolu s manželkou zastřelen lesní ze Seče, František Saukel. Mělo jít především o odplatu za vyzrazení úkrytu partyzánů v hostinci. Během cesty z nemocnice, kam se vydal zmiňovaný Saukel kvůli problémům své manželky, narazili na strom shozený přes cestu. Řidič sanitky odmítl jet dále, načež jej Saukel zastřelil kulkou z revolveru. Podle jiné verze však byl řidič vozidla, jistý Stanislav Kabilka z Plumlova, zastřelen nikoliv Saukelem proto, že odmítl jet dále, ale zemřel taktéž při přepadu auta. Role lesního Saukela a to, zda byl zrádcem, však zůstává nedořešena.

## Pamětihodnosti
U silnice stojí bývalý hostinec, který nedávno prošel rekonstrukcí a slouží nyní k obytným účelům. Mezi lípami u mostku přes potok Ptenka stojí starý dřevěný kříž.
V zatáčce u hájenky stojí nově opravený dřevěný kříž.

## Přírodní poměry
Osada je ze všech stran obklopena lesy, pouze úzký pruh na jihu tvoří pole táhnoucí se k vesnici Stínava. Osadou protéká potok Ptenka, pramenící u obce Seč a tekoucí dále do obce Ptení. V blízkosti osady se nachází prameny, ze kterých jsou pitnou vodou zásobovány obce Vícov a Plumlov.

## Doprava
Osadou prochází silnice třetí třídy č. 37354 z Holubic do Seče. Na ní leží autobusová zastávka, která je obsluhována firmou FTL na trase Prostějov - Buková.

## Turistika
Osada je důležitým turistickým bodem. U rozcestníku "Na Pohodlí" se setkává  modrá turistická trasa ze směru Malé Hradisko - Okluky, které dále pokračuje směrem Stražisko - Štarnov - Nová Dědina - Budětsko - Hvozd - Vojtěchov, se  žlutou trasou, jenž vede po trase Buková - Lipová - Seč a z Pohodlí pokračuje na Ptenský Dvorek a Bělecký mlýn.  Zelená turistická trasa vede ze Stínavy a z Pohodlí pokračuje údolím Ptenky do Ptení, dále na Bělecký mlýn, do Lutotína, Bílovic a skrze přírodní památku Pod zápovědským kopcem ke Smržicím.
Osadou prochází cyklotrasa 5039 ze směru Čelechovice na Hané - Kostelec na Hané - Ptení a pokračuje dále směrem Seč - Hrochov - Lipová - Horní Štěpánov.

## Fotogalerie

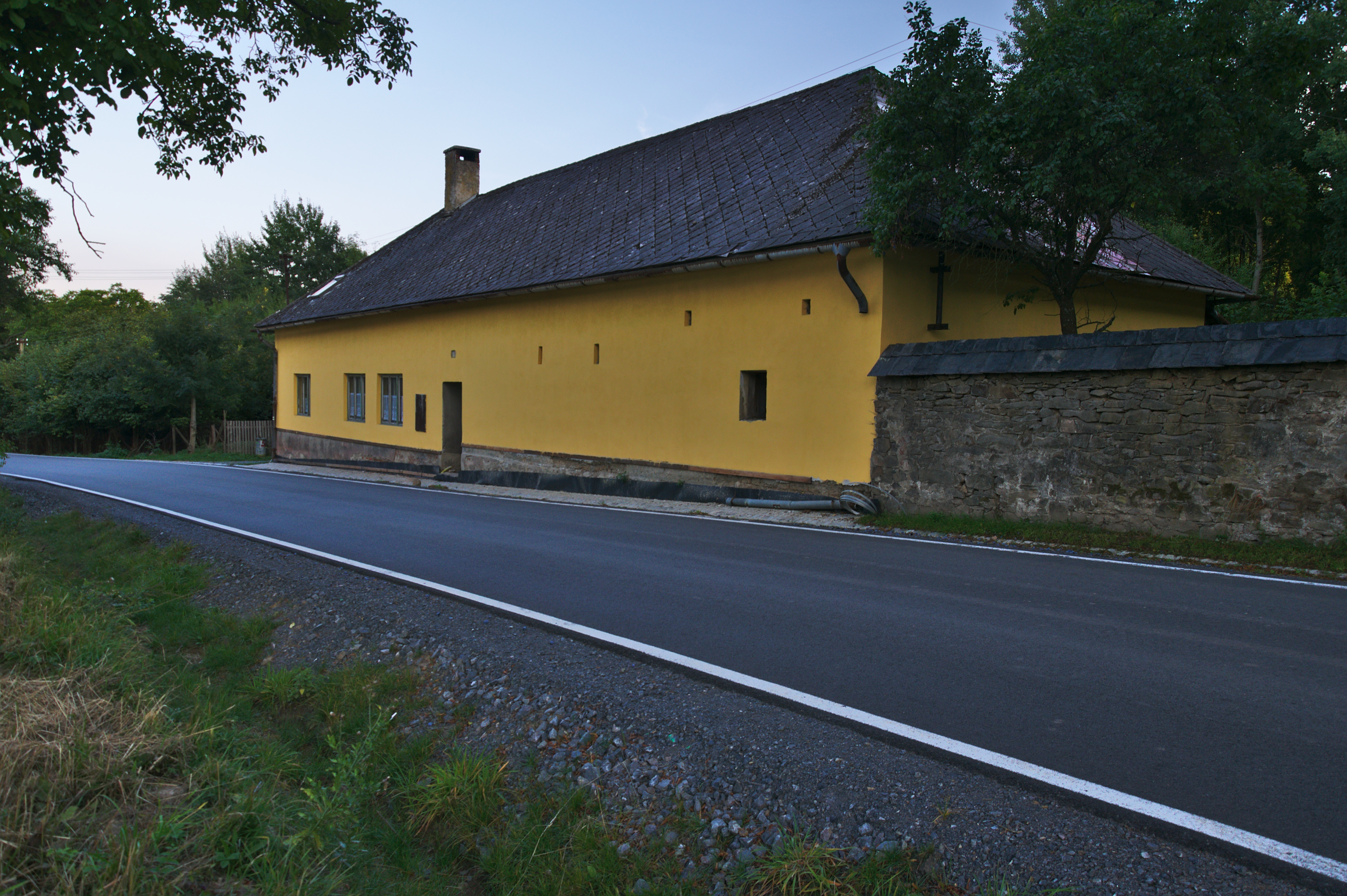
Bývalý hostinec
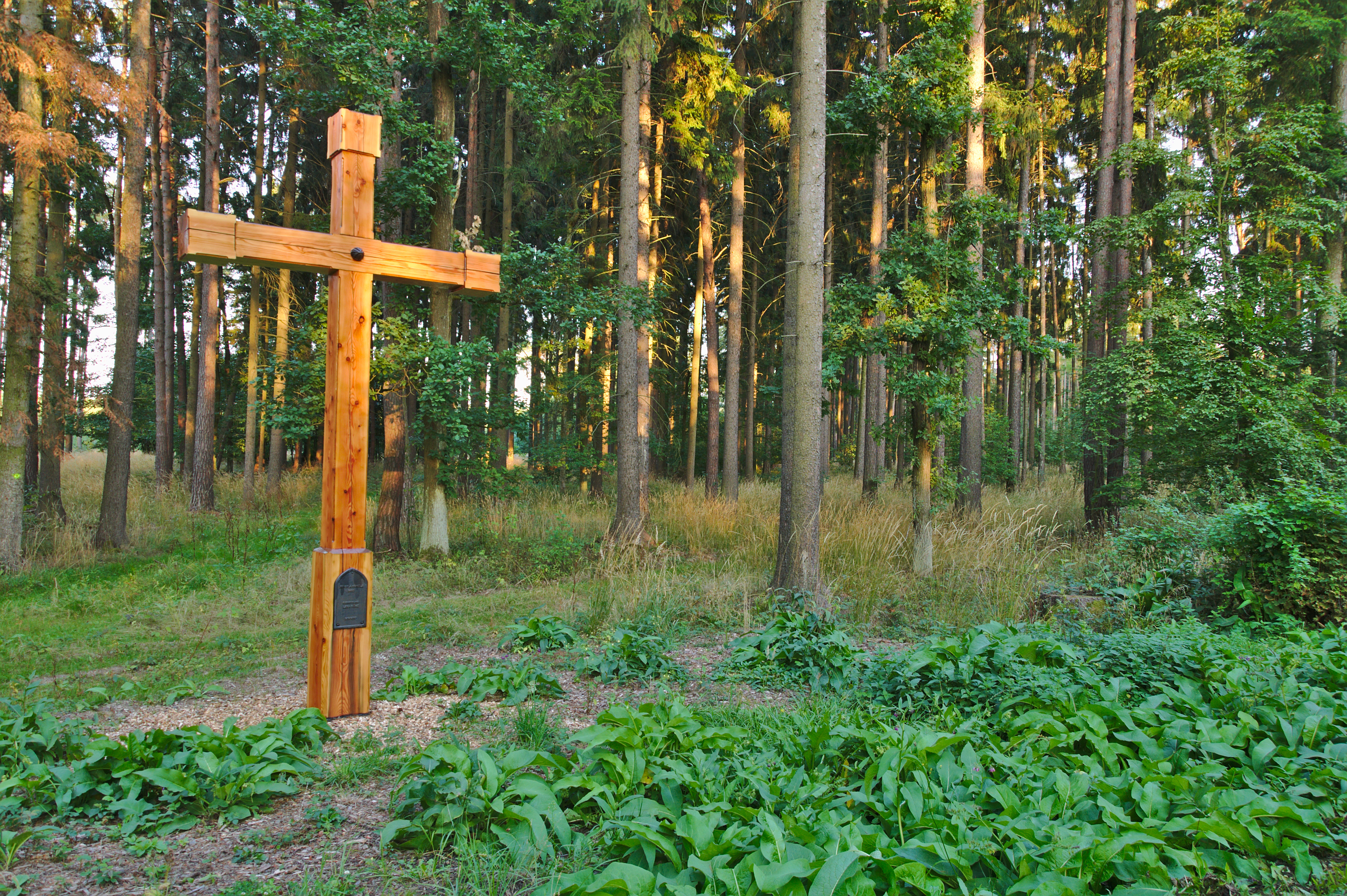
Obnovený kříž v zatáčce
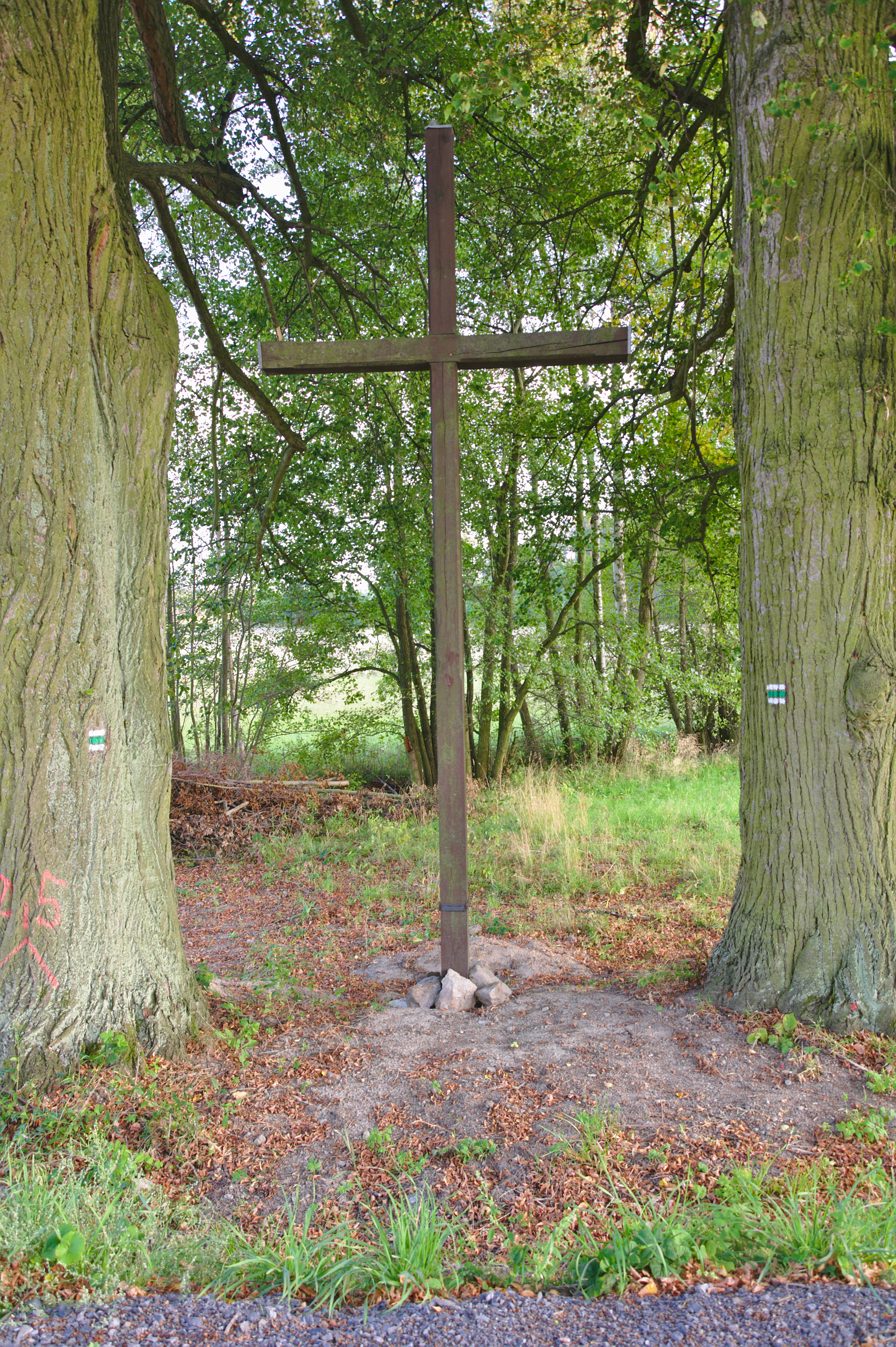
Kříž mezi lípami u mostku přes Ptenku
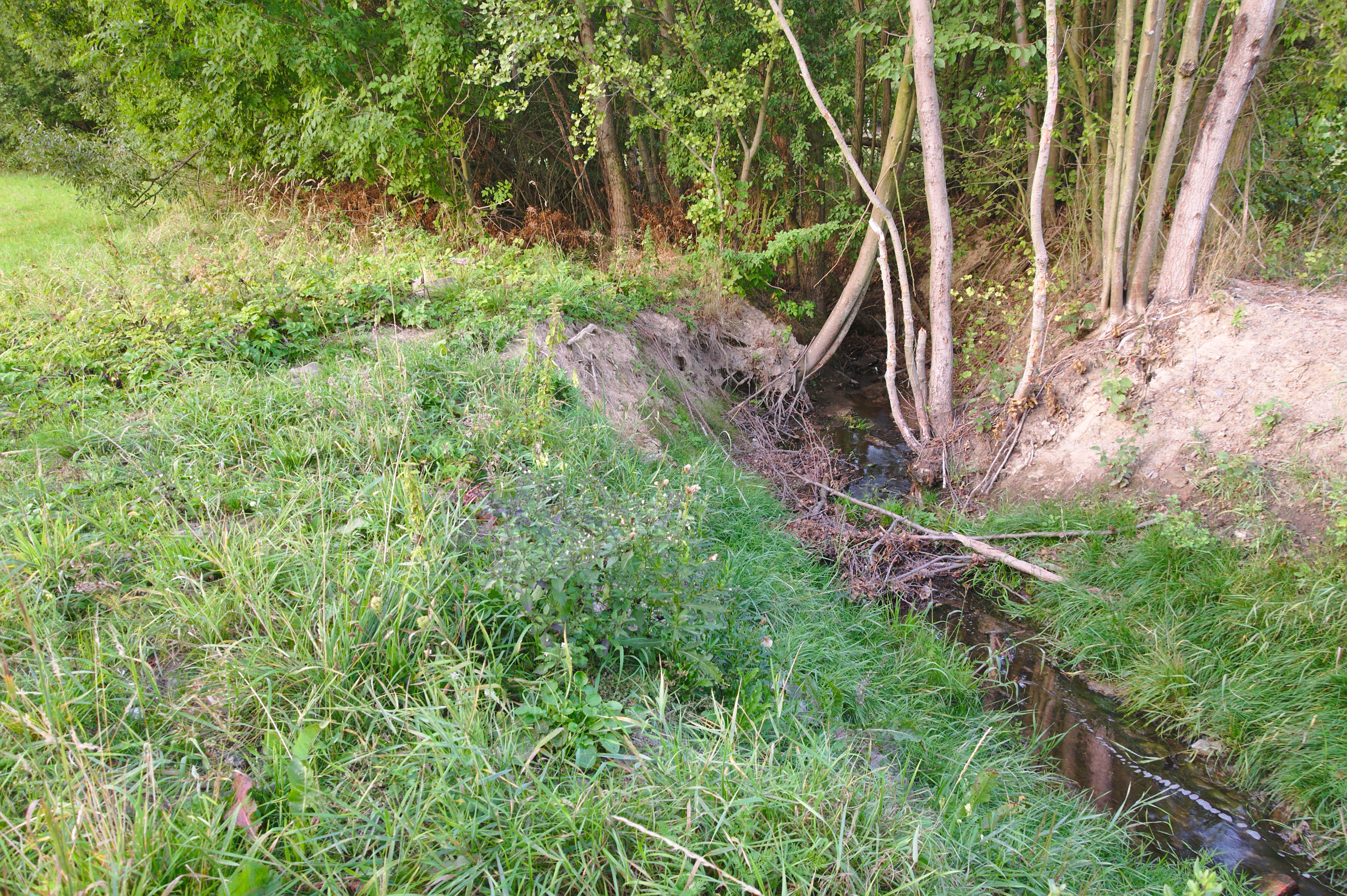
Ptenka pod mostkem
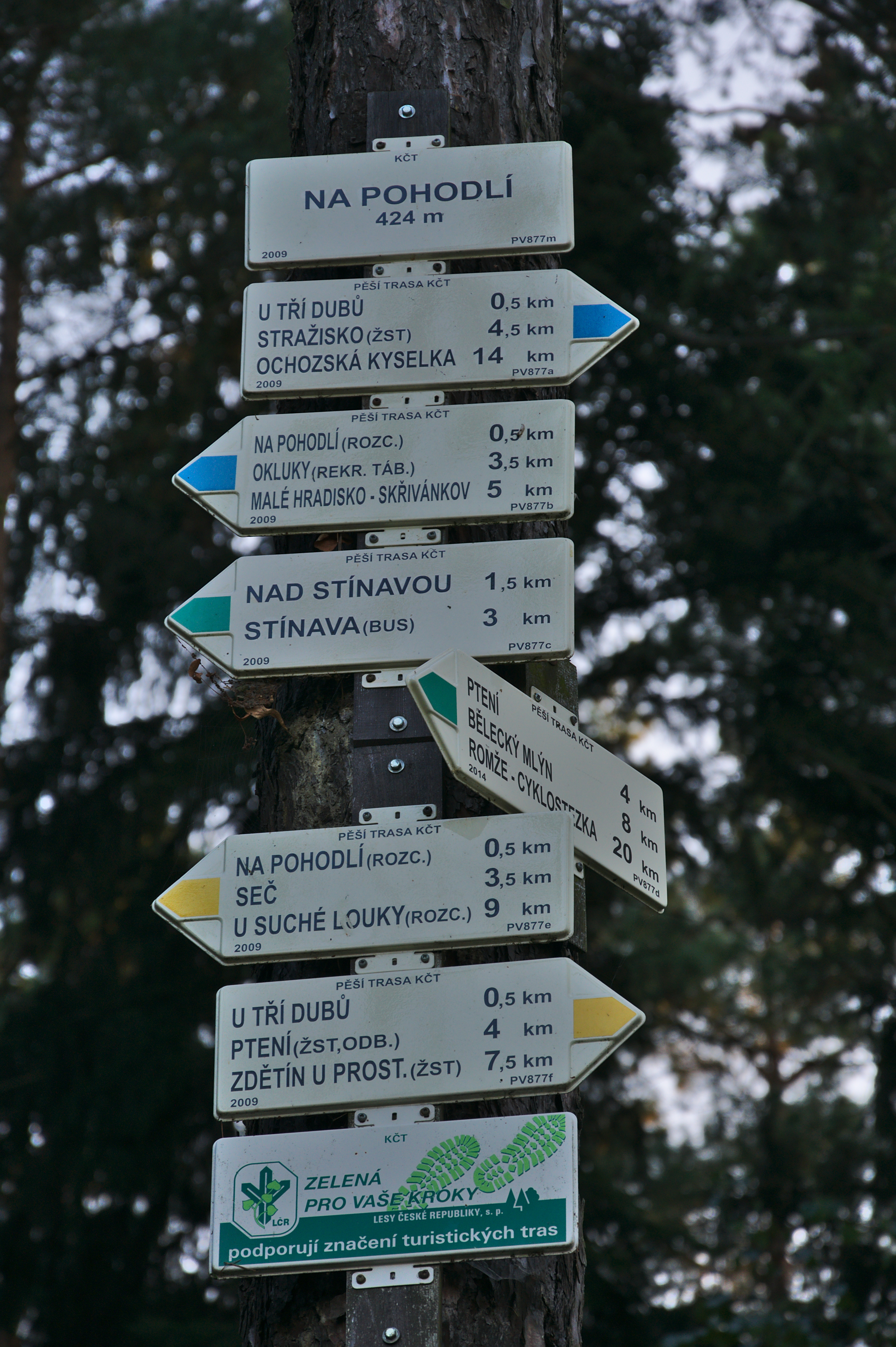
Turistický rozcestník